# Кулак буддиста
«Кула́к будди́ста» (кит. 佛掌羅漢拳 — «Ладонь Будды, кулак архата») — гонконгский фильм с боевыми искусствами режиссёров Чхёй Сиумина и Юнь Вопхина 1980 года.

## Сюжет
Преступник, известный как Большая Маленькая Нога (его ступни имеют разные размеры) хочет получить бесценную нефритовую статуэтку Будды, которая находится в монастыре Шаолинь. Он устраивает так, что один из монахов пьянеет и спит с проституткой для того, чтобы шантажировать монаха, вынуждая его украсть статуэтку. Первая попытка украсть статуэтку проваливается из-за спящего охранника.
А Чён — шаолиньский ученик, чья попытка работать парикмахером в городе сходит на нет после драки с клиентом из-за оплошности с усами. Он возвращается домой со своим другом Ю и узнаёт, что его отец пропал без вести. С помощью начальника полиции А Чён начинает своё собственное расследование, которое приводит его к ворам Нефритового Будды и раскрытию заговора, цель которого — скрыть свои преступления. Между тем, преступники нанимают нескольких убийц, чтобы помешать А Чёну.

## В ролях
- Юнь Сёньи — А Чён
- Чхёй Сиумин[кит.] — Си Мин
- Юнь Сиутхинь — спящий охранник
- Фань Мэйшэн
- Чан Сиупхан — настоятель монастыря
- Чан Лун — Ю
- Лэй Хойсан[кит.] — г-н Чан
- Дэвид Ву  — начальник полиции
- Юнь Чхёнъянь[кит.] — заика с птичьей клеткой
- Юнь Чаньён — торговец / полицейский под прикрытием
- Сань Куай[кит.] — Горбун

## Съёмочная группа
- Компания: Peace Film Production (H.K.) Co.
- Продюсер: Юнь Вопхин
- Режиссёр: Чхёй Сиумин[кит.], Юнь Вопхин
- Сценарист: Лам Чимин, Чхёй Сиумин, Вон Чин[кит.]
- Ассистент режиссёра: Виктор Ён
- Постановка боевых сцен: Юнь Сиутхинь
- Оператор: Ма Куньва
- Грим: Чхой Сиучань
- Дизайнер по костюмам: Фун Камсён
- Композитор: Фрэнки Чан[кит.]*